# 영풍 병산리 갈참나무
영풍 단산면의 갈참나무는 대한민국의 천연기념물이다.
- 영풍 단산면의 갈참나무 보관됨 2007-09-29 - 웨이백 머신 - 남북의 천연기념물
- 영풍 단산면의 갈참나무 - 문화재청